# Werkverzeichnis von Camille Pissarro/Blütezeit
Das Werkverzeichnis (Catalogue raisonné) des französischen Malers Camille Pissarro erschien 1939 in Paris. 2005 konnte nach 20-jähriger Vorarbeit ein völlig neuer Gesamtkatalog herausgegeben werden. In diesem Artikel wird die vierte Periode Blütezeit des Impressionismus aufgelistet. Sein Werk lässt sich aufgrund seiner Arbeitsweisen und Aufenthaltsorte in folgende Perioden teilen:
| Zeitraum                                                                              | Bezeichnung                          | dt. Bezeichnung               | Werknummern 1939 | Werknummern 2005 |
| 1852–1860                                                                             | Années d’apprentissage               | Lehrjahre                     | 1–14             | 1–45             |
| 1852 · 1854 · 1856 · 1857 · 1858 · 1859 · 1860                                        |                                      |                               |                  |                  |
| 1861–1868                                                                             | Réalisme symbolique                  | Réalisme symbolique           | 15–69            | 46–131           |
| 1861 · 1862 · 1863 · 1864 · 1865 · 1866 · 1867 · 1868                                 |                                      |                               |                  |                  |
| 1869–1873                                                                             | La Formation du goût impressionniste | Reifebildung                  | 70–236           | 132–324          |
| 1869 · 1870· 1871 · 1872 · 1873                                                       |                                      |                               |                  |                  |
| 1874–1880                                                                             | Épanouissement de l’impressionnisme  | Blütezeit des Impressionismus | 237–528          | 325–640          |
| 1874 · 1875 · 1876 · 1877 · 1878 · 1879 · 1880                                        |                                      |                               |                  |                  |
| 1881–1890                                                                             | Néo-Impressionnisme                  | Neoimpressionismus            | 529–760          | 641–904          |
| 1881 · 1882 · 1883 · 1884 · 1885 · 1886 · 1887 · 1888 · 1889 · 1890                   |                                      |                               |                  |                  |
| 1891–1903                                                                             | Les dernières années                 | Die letzten Jahre             | 761–1316         | 905–1528         |
| 1891 · 1892 · 1893 · 1894 · 1895 · 1896 · 1897 · 1898 · 1899 · 1900· 1901· 1902· 1903 |                                      |                               |                  |                  |

Darüber hinaus gibt es noch eine Vielzahl von Zeichnungen, Holzschnitten, Gouaches und anderes, die unter den Nummern 1317–1668 (1939) gelistet sind.

## Werkverzeichnis
Das Werkverzeichnis beinhaltet und beschreibt das von 2005 (WV 2005) – herausgegeben vom Wildenstein Institut –, weil es gegenüber dem von 1939 (WV 1939) wesentlich umfassender und naturgemäß aktueller ist. Mithilfe der Sortierfunktion lässt sich das 1939er-Verzeichnis extrahieren.
| Illustration                                                         | Jahr    | Titel [1939]                                                                       | WV 1939 | WV 2005 | Technik                                 | Standort                                                       | Stadt                     | Inventar- nummer | Format [cm]   |
| -------------------------------------------------------------------- | ------- | ---------------------------------------------------------------------------------- | ------- | ------- | --------------------------------------- | -------------------------------------------------------------- | ------------------------- | ---------------- | ------------- |
| Jeanne Pissarro dite Minette, tenant un éventail                     | c. 1874 | Jeanne Pissarro dite Minette, tenant un éventail                                   | 232     | 325     | Öl auf Leinwand                         | Ashmolean Museum of Art and Archaeology, 1951                  | Oxford                    | A821             | 55 × 46       |
| Portrait de Paul Cézanne                                             | c. 1874 | Portrait de Paul Cézanne                                                           | 293     | 326     | Öl auf Leinwand                         | The National Gallery, 1996                                     | London                    |                  | 73 × 59,7     |
|                                                                      | 1874    | Effet de neige à l’Hermitage, Pontoise                                             | 238     | 327     | Öl auf Leinwand                         | Privatsammlung, USA (1964)                                     |                           |                  | 54,5 × 65,5   |
|                                                                      | 1874    | La Sente des Pouilleux, Pontoise, effet de neige                                   | 239     | 328     | Öl auf Leinwand                         | Verkauf (1988)                                                 |                           |                  | 50 × 61       |
|                                                                      | 1874    | L’Hermitage, Pontoise, effet de neige                                              | 240     | 329     | Öl auf Leinwand                         | Fogg Art Museum, 1953                                          | Cambridge (Mass.)         | 1953.105         | 60 × 64,7     |
|                                                                      | 1874    | Paysage, effet de neige à l’Hermitage, Pontoise                                    | 242     | 330     | Öl auf Leinwand                         | Privatsammlung, USA (1990)                                     |                           |                  | 38,5 × 55,3   |
|                                                                      | 1874    | Brouillard                                                                         | 246     | 331     | Öl auf Leinwand                         | Privatsammlung (1899)                                          |                           |                  | 54 × 65       |
|                                                                      | c. 1874 | L’Hermitage à Pontoise, neige                                                      |         | 332     | Öl auf Leinwand                         | Folkwang Museum, 1983                                          | Essen                     | G 472            | 48,5 × 65,2   |
|                                                                      | 1874    | Effet du matin, route d’Auvers, Pontoise                                           | 243     | 333     | Öl auf Leinwand                         | - unbekannt -                                                  |                           |                  | 38 × 55       |
|                                                                      | 1874    | Maisons à l’Hermitage, Pontoise                                                    | 241     | 334     | Öl auf Leinwand                         | Privatsammlung, USA (1999)                                     |                           |                  | 37 × 45       |
|                                                                      | 1874    | Brouillard, Pontoise                                                               | 237     | 335     | Öl auf Leinwand                         | - unbekannt -                                                  |                           |                  | 46 × 56       |
|                                                                      | 1874    | Homme portant un seau, bords de l’Oise                                             | 245     | 336     | Öl auf Leinwand, auf Aluminium montiert | Fogg Art Museum, 1942                                          | Cambridge (Mass.)         | 1942.204         | 46 × 38,4     |
| Paysanne poussant une brouette, la Maison Rondest, Pontoise          | 1874    | Paysanne poussant une brouette, la Maison Rondest, Pontoise                        | 244     | 337     | Öl auf Leinwand                         | Nationalmuseum, 1918                                           | Stockholm                 | NM 2086          | 65 × 51       |
|                                                                      | 1874    | Allée de pommiers près d’Osny, Pontoise                                            |         | 338     | Öl auf Leinwand                         | Verkauf bei Christie’s, New York, 2005                         |                           |                  | 54 × 72,5     |
|                                                                      | 1874    | Le Quai du Pothuis à Pontoise                                                      | *       | 339     | Öl auf Leinwand                         | - unbekannt -                                                  |                           |                  | 34 × 51       |
| La Mare à Ennery                                                     | 1874    | La Mare à Ennery                                                                   | 259     | 340     | Öl auf Leinwand                         | Yale University Art Gallery, 1990                              | New Haven (Conn.)         | 1983.7.14        | 53,1 × 64,2   |
| Terres labourées                                                     | 1874    | Terres labourées                                                                   | 258     | 341     | Öl auf Leinwand                         | Puschkin-Museum, 1948                                          | Moskau                    | 3402             | 49 × 64       |
| Jardins potagers à l’Hermitage, Pontoise                             | 1874    | Jardins potagers à l’Hermitage, Pontoise                                           | 267     | 342     | Öl auf Leinwand                         | National Gallery of Scotland, 1979                             | Edinburgh                 | NG 2384          | 54,3 × 65,3   |
|                                                                      | c. 1874 | Sur le coteau près des Mathurins, Pontoise                                         |         | 343     | Öl auf Leinwand                         | Privatsammlung                                                 |                           |                  | 54 × 65       |
|                                                                      | c. 1874 | La Campagne aux environs de Conflans-Sainte-Honorine                               |         | 344     | Öl auf Leinwand                         | Privatsammlung, USA (2002)                                     |                           |                  | 45 × 56       |
|                                                                      | 1874    | Bords de l’Oise à Pontoise                                                         | 250     | 345     | Öl auf Leinwand                         | Mahmoud-Khalil-Museum, 1960                                    | Kairo                     | 100              | 54 × 65       |
| Fenaison                                                             | 1874    | Fenaison                                                                           | 248     | 346     | Öl auf Leinwand                         | Fitzwilliam-Museum, 1964                                       | Cambridge                 | PD. 16-1974      | 45,5 × 54,8   |
| Le Jardin de la ville, Pontoise                                      | 1874    | Le Jardin de la ville, Pontoise                                                    | 257     | 347     | Öl auf Leinwand                         | Metropolitan Museum of Art, 1964                               | New York                  | 64.156           | 60 × 73       |
|                                                                      | 1874    | Le Quartier de l’Hermitage, Pontoise                                               | 253     | 348     | Öl auf Leinwand                         | Verkauf bei Wildenstein an einen Schweizer Sammler (1980)      |                           |                  | 46,5 × 56,5   |
| La Rue de l’Hermitage à Pontoise                                     | 1874    | La Rue de l’Hermitage à Pontoise                                                   | 254     | 349     | Öl auf Leinwand                         | Musée d’Orsay, 1986                                            | Paris                     | R.F. 1973-19     | 55 × 92       |
| Paysage, plein soleil, Pontoise                                      | 1874    | Paysage, plein soleil, Pontoise                                                    | 255     | 350     | Öl auf Leinwand                         | Museum of Fine Arts, 1925                                      | Boston                    | 25.114           | 52,3 × 81,5   |
|                                                                      | 1874    | Paysage à l’Hermitage, Pontoise                                                    | 256     | 351     | Öl auf Leinwand                         | Privatsammlung, USA                                            |                           |                  | 60 × 73       |
| La Rue de l’Hermitage, Pontoise                                      | 1874    | La Rue de l’Hermitage, Pontoise                                                    | 264     | 352     | Öl auf Leinwand                         | UNICEF (2001)                                                  | Köln                      |                  | 40,4 × 34,8   |
|                                                                      | 1874    | Martinée de printemps, Pontoise                                                    | 252     | 353     | Öl auf Leinwand                         | Privatsammlung                                                 |                           |                  | 46 × 55       |
| Gardeuse de vache, vue sur la côte du Valhermeil, Auvers-sur-Oise    | 1874    | Gardeuse de vache, vue sur la côte du Valhermeil, Auvers-sur-Oise                  | 260     | 354     | Öl auf Leinwand                         | Metropolitan Museum of Art, 1956                               | New York                  | 56.182           | 54,9 × 92,1   |
|                                                                      | 1874    | Femme gardant une vache                                                            | 263     | 355     | Öl auf Leinwand                         | Verkauf bei Christie’s, New York, 1999                         |                           |                  | 45,7 × 55,9   |
| Paysage, plein soleil, Pontoise                                      | 1874    | Une coin de l’Hermitage, Pontoise                                                  | 262     | 356     | Öl auf Leinwand                         | Sammlung Oskar Reinhart «Am Römerholz», 1923                   | Winterthur                | 137              | 61 × 81       |
| Rue de la Côte-du-Jalet, la maison Rondest, Pontoise                 | 1874    | Rue de la Côte-du-Jalet, la maison Rondest, Pontoise                               | 272     | 357     | Öl auf Leinwand                         | Museo Nacional de Bellas Artes                                 | Buenos Aires              | 2716             | 54 × 65,5     |
|                                                                      | 1874    | La Causette, chemin du Chou à Pontoise                                             | 273     | 358     | Öl auf Leinwand                         | Privatsammlung                                                 |                           |                  | 60 × 73       |
| Prairies du Valhermeil, Auvers-sur-Oise                              | 1874    | Prairies du Valhermeil, Auvers-sur-Oise                                            | 261     | 359     | Öl auf Leinwand                         | Museo Nacional de Bellas Artes                                 | Buenos Aires              | 2719             | 55,5 × 92,5   |
| La Récolte des pommes de terre, Pontoise                             | 1874    | La Récolte des pommes de terre, Pontoise                                           | 295     | 360     | Öl auf Leinwand                         | Privatsammlung                                                 |                           |                  | 33 × 41       |
|                                                                      | 1874    | Le Charpentier, paysage à l’Hermitage, Pontoise                                    | 313     | 361     | Öl auf Leinwand                         | Muzeul National de Arta al Romaniei, 1979                      | Bukarest                  | 89631/26         | 65 × 55       |
|                                                                      | 1874    | La Rue de la Côte-du-Jalet, la maison Rondest, Pontoise                            | 265     | 362     | Öl auf Leinwand                         | Privatsammlung, Schweiz                                        |                           |                  | 45,7 × 38,1   |
| Camille Pissarro, Julie Pissarro au jardin                           | c. 1874 | Julie Pissarro, esquisse                                                           | 290     | 363     | Öl auf Leinwand                         | Musée du Petit Palais, 1930                                    | Paris                     | PPP854           | 116 × 88,5    |
|                                                                      | c. 1874 | Julie Pissarro cousant, étude                                                      | 291     | 364     | Öl auf Leinwand                         | Privatsammlung                                                 |                           |                  | 65 × 54       |
| Lucien Pissarro dessinant                                            | c. 1874 | Lucien Pissarro dessinant                                                          | 333     | 365     | Öl auf Leinwand                         | Privatsammlung, Frankreich                                     |                           |                  | 65 × 54       |
|                                                                      | c. 1874 | Jeanne Pissarro dite Minette, à la poupée                                          | 289     | 366     | Öl auf Leinwand                         | Ashmolean Museum of Art and Archaeology                        | Oxford                    |                  | 73 × 60       |
|                                                                      | c. 1874 | Lucien Pissarro, au nœud papillon                                                  | 292     | 367     | Öl auf Leinwand                         | Privatsammlung                                                 |                           |                  | 55 × 46       |
|                                                                      | 1874    | La Mère Jolly raccommodant                                                         | 271     | 368     | Öl auf Leinwand                         | Verkauf bei Christie’s, New York, 2001                         |                           |                  | 109 × 80,7    |
|                                                                      | 1874    | La Mère Presle portant des seux dans la cour de la maison de Piette à Montfoucault | 288     | 369     | Öl auf Leinwand                         | Privatsammlung                                                 |                           |                  | 73 × 60       |
|                                                                      | 1874    | Paysannes portant de la paille, Montfoucault                                       | 280     | 370     | Öl auf Leinwand                         | Arcature Fine Art (2003)                                       | London                    |                  | 54 × 65       |
|                                                                      | 1874    | L’Étang au soleil couchant, Montfoucault                                           | 268     | 371     | Öl auf Leinwand                         | Privatsammlung                                                 |                           |                  | 53,5 × 65,5   |
|                                                                      | 1874    | L’Étang de Montfoucault                                                            | 317     | 372     | Öl auf Leinwand                         | Verkauf bei Sotheby’s, New York, 1998                          |                           |                  | 60,3 × 73,4   |
|                                                                      | c. 1874 | Canards sur l’étang de Monfoucault                                                 | 318     | 373     | Öl auf Leinwand                         | Verkauf bei Christie’s, New York, 2000                         |                           |                  | 46,4 × 55,2   |
| La Maison de Piette à Montfoucault                                   | 1874    | La Maison de Piette à Montfoucault                                                 | 269     | 374     | Öl auf Leinwand                         | Privatsammlung, USA (1999)                                     |                           |                  | 45,8 × 55     |
|                                                                      | 1874    | Ferme à Montfoucault                                                               | 294     | 375     | Öl auf Leinwand                         | Buffalo AKG Art Museum, 1938                                   | Buffalo (N.Y.)            | 38:16            | 54,5 × 65,5   |
|                                                                      | c. 1874 | Femme au puits, Montfoucault                                                       | 278     | 376     | Öl auf Leinwand                         | Privatsammlung, Schweiz (2002)                                 |                           |                  | 53,4 × 66     |
| La Ferme à Montfoucault                                              | 1874    | La Ferme à Montfoucault                                                            | 274     | 377     | Öl auf Leinwand                         | Musée d’art et d’histoire, 1915                                | Genf                      | 1915-33          | 60 × 73,5     |
|                                                                      | 1874    | Paysage à Montfoucault, matin                                                      | 279     | 378     | Öl auf Leinwand                         | Galerie Cazeau-Béraudière, Paris                               |                           |                  | 54 × 65       |
|                                                                      | 1874    | Ferme à Montfoucault                                                               | *       | 379     | Öl auf Leinwand                         | Hans Günther Sohl, Düsseldorf (1971), durch Feuer zerstört     |                           |                  | 60,5 × 73,5   |
| La Cuisine chez Piette, Montfoucault                                 | 1874    | La Cuisine chez Piette, Montfoucault                                               | 276     | 380     | Öl auf Leinwand                         | Detroit Institute of Arts, 1975                                | Detroit                   |                  | 45,1 × 54,6   |
|                                                                      | 1874    | La Mère Jousse filant, Montfoucault                                                | 277     | 381     | Öl auf Leinwand                         | Privatsammlung, Frankreich                                     |                           |                  | 54 × 65       |
|                                                                      | 1874    | La Gardeuse de vache                                                               | 296     | 382     | Öl auf Papier, Leinwandmontage          | Verkauf bei Christie’s, London, 2004                           |                           |                  | 33 × 41,3     |
|                                                                      | 1874    | Paysage avec rochers, Montfoucault                                                 | 282     | 383     | Öl auf Leinwand                         | Verkauf bei Sotheby’s, New York, 2000                          |                           |                  | 65,5 × 92,5   |
|                                                                      | 1874    | Ferme à Montfoucault, neige                                                        | 284     | 384     | Öl auf Leinwand                         | Lord & Lady Ridley-Tree (1993)                                 | Santa Barbara (Kalif.)    |                  | 54,3 × 65     |
| Effet de neige à Montfoucault                                        | c. 1874 | Effet de neige à Montfoucault                                                      | 281     | 385     | Öl auf Leinwand                         | William S. Beinecke (1963)                                     | New York                  |                  | 46 × 55       |
| Maison de Piette à Montfoucault                                      | 1874    | Maison de Piette à Montfoucault                                                    | 285     | 386     | Öl auf Leinwand                         | Fitzwilliam Museum (1966)                                      | Cambridge                 |                  | 60 × 73,5     |
|                                                                      | 1874    | Ferme à Montfoucault, effet de neige                                               | 283     | 387     | Öl auf Leinwand                         | Ashmolean Museum of Art and Archaeology                        | Oxford                    | A 822            | 54 × 65       |
| Effet de neige à l’Hermitage, Pontoise                               | 1874    | Effet de neige avec vaches à Montfoucault                                          | 286     | 388     | Öl auf Leinwand                         | Privatsammlung, USA                                            |                           |                  | 40 × 51       |
|                                                                      | 1874    | La Maison de Piette à Montfoucault, effet de neige                                 | 287     | 389     | Öl auf Leinwand                         | Sterling and Francine Clark Art Institute, 1955                | Williamstown (Mass.)      | 1955.826         | 45,9 × 68,3   |
|                                                                      | 1874    | L’Étang de Montfoucault, effet d’hiver                                             | 275     | 390     | Öl auf Leinwand                         | Privatsammlung                                                 |                           |                  | 60 × 73       |
|                                                                      | 1875    | Maison de Piette à Montfoucault, effet de neige, avec un homme portant un fagot    | 326     | 391     | Öl auf Leinwand                         | Privatsammlung                                                 |                           |                  | 46 × 56       |
| Effet de neige à l’Hermitage, Pontoise                               | 1875    | Effet de neige à l’Hermitage, Pontoise                                             | 297     | 392     | Öl auf Leinwand                         | - unbekannt -                                                  |                           |                  | 54 × 65       |
|                                                                      | 1875    | Effet de neige à l’Hermitage, Pontoise                                             | 307     | 393     | Öl auf Leinwand                         | Öffentliche Kunstsammlung, Kunstmuseum, 1991                   | Basel                     | G 1991.16        | 54 × 73       |
|                                                                      | c. 1875 | La Maison Rondest sous la neige, Pontoise                                          |         | 394     | Öl auf Leinwand                         | Privatsammlung, USA (1983)                                     |                           |                  | 46,4 × 39     |
|                                                                      | 1875    | La Maison Rondest, l’Hermitage, Pontoise                                           | 299     | 395     | Öl auf Leinwand                         | Privatsammlung, Schweiz (1957)                                 |                           |                  | 55 × 46       |
|                                                                      | 1875    | Paysage vallonné en hiver                                                          |         | 396     | Öl auf Leinwand                         | Privatsammlung Mary Cassatt' Erben                             |                           |                  | 39,1 × 55,9   |
| Soleil de mars, Pontoise                                             | 1875    | Soleil de mars, Pontoise                                                           | 303     | 397     | Öl auf Leinwand                         | Kunsthalle Bremen, 1909                                        | Bremen                    | 59-1909/3        | 55,3 × 92,8   |
|                                                                      | 1875    | Chaumières à Pontoise                                                              | 302     | 398     | Öl auf Leinwand                         | Privatsammlung, Schweiz (1968)                                 |                           |                  | 54 × 66       |
|                                                                      | 1875    | La Récolte des choux, l’Hermitage, Pontoise                                        | 312     | 399     | Öl auf Leinwand                         | Cincinnati Art Museum, 1991                                    | Cincinnati (Ohio)         | 1952.240         | 54 × 64,8     |
|                                                                      | 1875    | Paysage à l’Hermitage, Pontoise                                                    | 335     | 400     | Öl auf Leinwand                         | Museo Cantonale d’Arte, 1994                                   | Lugano                    | MCA 1994/825     | 54 × 65       |
| Le Petit Pont, Pontoise                                              | 1875    | Le Petit Pont, Pontoise                                                            | 300     | 401     | Öl auf Leinwand                         | Städtische Kunsthalle                                          | Mannheim                  | M307             | 65,5 × 81,5   |
|                                                                      | c. 1875 | Le Fond de Saint-Antoine à Pontoise                                                | *       | 402     | Öl auf Leinwand                         | Van Voorst van Beest Gallery, 1992                             | Den Haag                  |                  | 38 × 46       |
| La Carrière, Pontoise                                                | c. 1875 | La Carrière, Pontoise                                                              | 251     | 403     | Öl auf Leinwand                         | Kunstmuseum, 2002                                              | Basel                     |                  | 58 × 72,5     |
|                                                                      | 1875    | Enfant avec cheval mécanique                                                       | 334     | 404     | Öl auf Leinwand                         | Privatsammlung                                                 |                           |                  | 55 × 46       |
|                                                                      | 1875    | Chemin montant, rue de la Côte-du-Jalet, Pontoise                                  | 308     | 405     | Öl auf Leinwand                         | Brooklyn Museum of Art, 1922                                   | New York                  | 22.60            | 53,7 × 65,4   |
| Le Pont-Marie vu depuis le quai d'Anjou                              | c. 1875 | Le Pont-Marie, vu depuis le quai d’Anjou, Paris                                    |         | 406     | Öl auf Leinwand                         | Sammlung Juan Antonio Pérez Simón, 1993                        | Mexiko                    |                  | 49,5 × 63,5   |
| Vue sur la côte des Gratte-Coqs, Pontoise                            | 1875    | Vue sur la côte des Gratte-Coqs, Pontoise                                          | 310     | 407     | Öl auf Leinwand                         | Kunstmuseum, 2002                                              | Basel                     |                  | 39 × 55,5     |
| Vue sur la maison des Mathurins, Pontoise                            | 1875    | Vue sur la maison des Mathurins, Pontoise                                          | 304     | 408     | Öl auf Leinwand                         | Kunstmuseum, 2002                                              | Basel                     |                  | 52 × 81       |
|                                                                      | c. 1875 | Paysage à Pontoise                                                                 |         | 409     | Öl auf Leinwand                         | Privatsammlung, Mexiko                                         |                           |                  | 38,8 × 55,9   |
|                                                                      | 1875    | Maisons à l’Hermitage, Pontoise                                                    | 311     | 410     | Öl auf Leinwand                         | Privatsammlung                                                 |                           |                  | 61 × 71       |
| Rue du Haut-de-l’Hermitage, Pontoise                                 | 1875    | Rue du Haut-de-l’Hermitage, Pontoise                                               | 305     | 411     | Öl auf Leinwand                         | National Gallery of Canada, 1946                               | Ottawa                    | 4634             | 58,4 × 69,2   |
|                                                                      | c. 1875 | La Rue de l’Hermitage, Pontoise                                                    | 391     | 412     | Öl auf Leinwand                         | Kunstmuseum, 2002                                              | Basel                     |                  | 46 × 56       |
|                                                                      | 1875    | Le Pont de Pontoise                                                                | 306     | 413     | Öl auf Leinwand                         | Privatsammlung                                                 |                           |                  | 46 × 55       |
|                                                                      | 1875    | Paysage à Pontoise, temps gris                                                     | 314     | 414     | Öl auf Leinwand                         | North Carolina Museum of Art, 1989                             | Raleigh                   |                  | 54 × 65       |
|                                                                      | 1875    | Clairière à Pontoise                                                               | 316     | 415     | Öl auf Leinwand                         | Verkauf bei Sotheby’s, New York, 2000                          |                           |                  | 54,6 × 65,4   |
|                                                                      | 1875    | Sarcleurs dans les champs, Pontoise                                                | 301     | 416     | Öl auf Leinwand                         | Verkauf bei Sotheby’s, New York, 2003                          |                           |                  | 45,7 × 55     |
| Le Grand Noyer, la maison Rondest, Pontoise                          | 1875    | Le Grand Noyer, la maison Rondest, Pontoise                                        | 315     | 417     | Öl auf Leinwand                         | UNICEF (2001)                                                  | Köln                      |                  | 32,7 × 40,8   |
| La Bonne à Pontoise                                                  | c. 1875 | La Bonne à Pontoise                                                                | 53      | 418     | Öl auf Leinwand                         | Chrysler Museum of Art, 1971                                   | Norfolk (Va.)             | 71,530           | 92,7 × 73     |
|                                                                      | 1875    | Laveuse                                                                            | 332     | 419     | Öl auf Leinwand                         | Privatsammlung                                                 |                           |                  | 55 × 46       |
| Paysanne démêlant de la laine                                        | 1875    | Paysanne démêlant de la laine                                                      | 270     | 420     | Öl auf Leinwand                         | Stiftung Sammlung E. G. Bührle, 1960                           | Zürich                    |                  | 56 × 47       |
|                                                                      | 1875    | Paysannes portant de la paille, Montfoucault                                       | 321     | 421     | Öl auf Leinwand                         | Privatsammlung, USA                                            | New York                  |                  | 46,4 × 56,2   |
|                                                                      | 1875    | Bergère à Montfoucault                                                             | 322     | 422     | Öl auf Leinwand                         | Verkauf bei Nichido, Tokio (1985)                              |                           |                  | 66 × 87       |
|                                                                      | 1875    | Gardeuse de vache, Montfoucault                                                    | 323     | 423     | Öl auf Leinwand                         | Verkauf bei Sotheby’s, London, 1989                            |                           |                  | 28 × 41       |
|                                                                      | c. 1875 | Semeur à Montfoucault, étude                                                       | 330     | 424     | Öl auf Leinwand                         | Verkauf bei Christie’s, New York, 2004                         |                           |                  | 66 × 54       |
| Semeur à Montfoucault                                                | 1875    | Semeur à Montfoucault                                                              | 331     | 425     | Öl auf Leinwand                         | Verkauf bei Sotheby’s, New York, 1997                          |                           |                  | 46 × 56       |
|                                                                      | 1875-76 | Le Berger à Montfoucault, soleil couchant                                          | 366     | 426     | Öl auf Leinwand                         | Verkauf bei Christie’s, London, 1993                           |                           |                  | 58 × 72       |
|                                                                      | 1875    | L’Automne à Montfoucault                                                           | 325     | 427     | Öl auf Leinwand                         | Daniel Vergé                                                   |                           |                  | 46 × 56       |
|                                                                      | 1875    | Vaches s’abreuvant dans l’étang de Montfoucault                                    | 320     | 428     | Öl auf Leinwand                         | Barber Institute of Fine Arts, 1955                            | Birmingham                | 55.16            | 73,6 × 92,7   |
|                                                                      | 1875    | Vaches s’abreuvant dans l’étang de Montfoucault, automne                           | 329     | 429     | Öl auf Leinwand                         | Privatsammlung, USA (1950er)                                   |                           |                  | 114 × 110     |
|                                                                      | 1875    | L’Étang de Montfoucault en hiver, effet de neige                                   | 328     | 430     | Öl auf Leinwand                         | Yamagata Museum of Art, 2002                                   | Yamagata                  |                  | 114 × 110     |
|                                                                      | 1875    | Hiver à Montfoucault, homme à cheval                                               | 327     | 431     | Öl auf Leinwand                         | Michael and Henry Jaglom, New York (1961)                      |                           |                  | 46 × 55       |
|                                                                      | 1876    | L’Hermitage à Pontoise, dffet de neige                                             | 341     | 432     | Öl auf Leinwand                         | Privatsammlung, USA (1979)                                     |                           |                  | 46 × 55       |
|                                                                      | 1876    | Paysage d’Hiver (Recto Nr. 500)                                                    | 338     | 433     | Öl auf Leinwand                         | Privatsammlung                                                 |                           |                  | 38 × 46       |
|                                                                      | 1876    | Paysage à l’Hermitage, Pontoise (Recto Nr. 435)                                    | 337     | 434     | Öl auf Leinwand                         | Privatsammlung                                                 |                           |                  | 38 × 54       |
|                                                                      | c. 1876 | La Baigneuse (Verso Nr. 434)                                                       | 376     | 435     | Öl auf Leinwand                         | Privatsammlung                                                 |                           |                  | 54 × 38       |
| Un carrefour à l’Hermitage, Pontoise                                 | 1876    | Un carrefour à l’Hermitage, Pontoise                                               | 339     | 436     | Öl auf Leinwand                         | Musée d’art moderne André-Malraux, 2004                        | Le Havre                  | 2004-3-53        | 38 × 46       |
|                                                                      | 1876    | Effet de soleil couchant, l’Hermitage, Pontoise                                    | 336     | 437     | Öl auf Leinwand                         | Privatsammlung, USA                                            |                           |                  | 46 × 55       |
|                                                                      | 1876    | Le Laboureur au Valhermeil, Auvers-sur-Oise                                        | 340     | 438     | Öl auf Leinwand                         | Privatsammlung                                                 |                           |                  | 54 × 65       |
|                                                                      | 1876    | Pommiers en fleur, Pontoise                                                        | 343     | 439     | Öl auf Leinwand                         | Muzeul National de Arta al Romaniei, 1948                      | Bukarest                  | 8298/332         | 38,6 × 56     |
| Le Jardin de Maubuisson, Pontoise, soleil                            | 1876    | Le Jardin de Maubuisson, Pontoise, soleil                                          | 342     | 440     | Öl auf Leinwand                         | Barnes Foundation, 1912                                        | Merion (Penn.)            | BP#324           | 46 × 55       |
| Vue de Saint-Ouen-lAumône prise de la côte des Gratte-Coqs, Pontoise | 1876    | Vue de Saint-Ouen-lAumône prise de la côte des Gratte-Coqs, Pontoise               | 344     | 441     | Öl auf Leinwand                         | Yale University Art Gallery, 1983                              | New Haven (Conn.)         | 1983.53.1        | 58,4 × 80,6   |
| Le Verger à Maubuisson, Pontoise                                     | c. 1876 | Le Verger à Maubuisson, Pontoise                                                   | 345     | 442     | Öl auf Leinwand                         | Privatsammlung, Vereinigtes Königreich (1980)                  |                           |                  | 38 × 46       |
|                                                                      | c. 1876 | Pruniers en fleur, Pontoise                                                        | 247     | 443     | Öl auf Leinwand                         | Privatsammlung                                                 |                           |                  | 46 × 55       |
|                                                                      | 1876    | La Côte des Mathurins à l’Hermitage, Pontoise                                      | 346     | 444     | Öl auf Leinwand                         | Verkauf bei Wildenstein, Paris, 1981                           |                           |                  | 47 × 56       |
|                                                                      | 1876    | La Maison rouge à l’Hermitage, Pontoise                                            | 347     | 445     | Öl auf Leinwand                         | Russische Kriegsbeute (2. WK)                                  |                           |                  | 56 × 66       |
|                                                                      | 1876    | Au bord de la ravine de Saint-Antoine, l’Hermitage, Pontoise                       | 348     | 446     | Öl auf Leinwand                         | Ordrupgaard, 1951                                              | Charlottenlund            | 260 WH           | 54 × 65       |
|                                                                      | c. 1876 | Maisons et jardins à l’Hermitage, Pontoise                                         | 298     | 447     | Öl auf Leinwand                         | - unbekannt -                                                  |                           |                  | 56 × 46       |
| Le Jardin des Mathurins, Pontoise, propriété des dames Deraismes     | 1876    | Le Jardin des Mathurins, Pontoise, propriété des dames Deraismes                   | 349     | 448     | Öl auf Leinwand                         | Nelson-Atkins Museum of Art, 1960                              | Kansas City               | 60-38            | 112,7 × 165,4 |
|                                                                      | 1876    | Jardin en fleurs. L’Hermitage à Pontoise, vu depuis la côte                        | 350     | 449     | Öl auf Leinwand                         | Privatsammlung                                                 |                           |                  | 39 × 56       |
|                                                                      | c. 1876 | Maisons vues à travers un treillage                                                | *       | 450     | Öl auf Leinwand                         | Galerie Marcel Bernheim, Paris (1986)                          |                           |                  | 38,5 × 56     |
|                                                                      | 1876    | Sous-bois, avec un homme et une femme assise                                       | 371     | 451     | Öl auf Leinwand                         | Privatsammlung                                                 |                           |                  | 65 × 54       |
| Rue du Fond-de-l'Hermitage, Pontoise                                 | 1876    | Rue du Fond-de-l’Hermitage, Pontoise                                               | 372     | 452     | Öl auf Leinwand                         | - unbekannt -                                                  |                           |                  | 46 × 38       |
| Cavalier sur les bords de l’Oise, Saint-Ouen-l’Aumône, temps gris    | 1876    | Cavalier sur les bords de l’Oise, Saint-Ouen-l’Aumône, temps gris                  | 353     | 453     | Öl auf Leinwand                         | Museum Boijmans Van Beuningen, 1951                            | Rotterdam                 | St. 91 MK        | 53,5 × 64     |
| Bord de l’Oise, Saint-Ouen-l’Aumône                                  | 1876    | Bord de l’Oise, Saint-Ouen-l’Aumône                                                | 354     | 454     | Öl auf Leinwand                         | - unbekannt -                                                  |                           |                  | 55 × 65       |
| Après la pluie, quai du Pothuis à Pontoise                           | 1876    | Après la pluie, quai du Pothuis à Pontoise                                         | 355     | 455     | Öl auf Leinwand                         | Whitworth Art Gallery, 1989                                    | Manchester                | O. 1989.3        | 46 × 55       |
| Le Quai du Pothuis à Pontoise                                        | 1876    | Le Quai du Pothuis à Pontoise                                                      | 356     | 456     | Öl auf Leinwand                         | Privatsammlung, USA (1993)                                     |                           |                  | 46 × 55       |
|                                                                      | 1876    | Chemin au bord de l’Oise avec remorqueur et péniches, Pontoise                     |         | 457     | Öl auf Leinwand                         | Privatsammlung, Vereinigtes Königreich (2004)                  |                           |                  | 42 × 55,8     |
|                                                                      | 1876    | Péniche amarrée au bord de l’Oise, Pontoise                                        | 357     | 458     | Öl auf Leinwand                         | Privatsammlung                                                 |                           |                  | 38 × 55       |
|                                                                      | 1876    | Remorqueur et péniches sur l’Oise, Pontoise                                        |         | 459     | Öl auf Leinwand                         | Ackland Art Museum, 1965                                       | Chapel Hill (N. Carolina) | 65.28.1          | 38 × 55,5     |
|                                                                      | 1876    | Péniche à Pontoise                                                                 | 358     | 460     | Öl auf Leinwand                         | Metropolitan Museum of Art, 1978                               | New York                  | 1979.135.16      | 46 × 54,9     |
|                                                                      | 1876    | Le Fond de Saint-Antoine, Pontoise                                                 | 359     | 461     | Öl auf Leinwand                         | Verkauf bei Christie’s, New York, 1989                         |                           |                  | 60 × 71       |
| Le Grand Poirier à Montfoucault                                      | 1876    | Le Grand Poirier à Montfoucault                                                    | 360     | 462     | Öl auf Leinwand                         | Kunsthaus Zürich, 1984                                         | Zürich                    | 1984/12          | 54 × 65       |
|                                                                      | 1876    | Clos à Montfoucault, gardeuse de poules                                            | 362     | 463     | Öl auf Leinwand                         | Privatsammlung                                                 |                           |                  | 64,5 × 81     |
|                                                                      | 1876    | La Fenaison à Montfoucault                                                         | 363     | 464     | Öl auf Leinwand                         | Privatsammlung, Schweiz (1998)                                 |                           |                  | 56 × 92       |
| La Maison à Montfoucault                                             | 1876    | La Moisson                                                                         | 364     | 465     | Öl auf Leinwand                         | Musée d’Orsay, 1986                                            | Paris                     | R.F. 3756        | 65 × 92,5     |
|                                                                      | 1876    | Le Repos des moissonneurs, Montfoucault                                            | 319     | 466     | Öl auf Leinwand                         | Verkauf bei Christie’s, London, 1996                           |                           |                  | 46 × 55       |
|                                                                      | c. 1876 | La Batterie à Montfoucault                                                         | 368     | 467     | Öl auf Leinwand                         | Hon. James Smith, Vereinigtes Königreich (1950)                |                           |                  | 53 × 64,5     |
|                                                                      | 1876    | La Batterie à Montfoucault                                                         | 367     | 468     | Öl auf Leinwand                         | Privatsammlung (1963)                                          |                           |                  | 54 × 65       |
|                                                                      | 1876    | Cour de ferme à Melleray, Mayenne                                                  | 365     | 469     | Öl auf Leinwand                         | Privatsammlung, Schweiz (1974)                                 |                           |                  | 54 × 65       |
|                                                                      | 1876    | Paysage à Melleray, Mayenne                                                        | 361     | 470     | Öl auf Leinwand                         | Niedersächsisches Landesmuseum, 1925                           | Hannover                  | PNM 471          | 58,5 × 71,5   |
|                                                                      | 1876    | Cour de la maison de Piette à Montfoucault                                         | 369     | 471     | Öl auf Leinwand                         | Piccadilly Gallery, London                                     |                           |                  | 65 × 54       |
| La Gardeuse d’oies à Monfoucault                                     | 1876    | La Gardeuse d’oies à Monfoucault                                                   | 324     | 472     | Öl auf Leinwand                         | Museum of Fine Arts, 1998                                      | Houston                   | 98.295           | 57,8 × 73     |
| Chemin montant, environs de Pontoise                                 | 1876    | Chemin montant, environs de Pontoise                                               | 351     | 473     | Öl auf Leinwand                         | Verkauf bei Sotheby’s, London, 1963                            |                           |                  | 46 × 55       |
|                                                                      | 1876    | Chemin de Pontoise, Auvers-sur-Oise                                                | 370     | 474     | Öl auf Leinwand                         | Verkauf bei Sotheby’s, London, 1997                            |                           |                  | 46 × 38       |
|                                                                      | 1876    | Paysan dans une ruelle à l’Hermitage, la maison Rondest, Pontoise                  |         | 475     | Öl auf Leinwand                         | Verkauf bei Christie’s, London, 1995                           |                           |                  | 46,2 × 38,4   |
|                                                                      | 1876    | Verger, effet de soleil                                                            | 352     | 476     | Öl auf Leinwand                         | Privatsammlung, Luxemburg                                      |                           |                  | 50,5 × 61     |
|                                                                      | 1876    | Le Jardin de Maubuisson, vu vers la côte Saint-Denis, Pontoise                     |         | 477     | Öl auf Leinwand                         | Privatsammlung                                                 |                           |                  | 60 × 72,5     |
|                                                                      | 1876    | Jeune fille tricotant                                                              | 374     | 478     | Öl auf Leinwand                         | University of Michigan Museum of Art, 1983                     | Ann Arbor (Mich.)         | 1983/2.250       | 56 × 46,1     |
|                                                                      | 1876    | La Charité                                                                         | 375     | 479     | Öl auf Leinwand                         | Ely Sakhai Art Collection, Japan (1998)                        |                           |                  | 56 × 46       |
|                                                                      | 1876    | La Mère Gaspard, Pontoise                                                          | 373     | 480     | Öl auf Leinwand                         | Los Angeles County Museum of Art, 1981                         | Los Angeles               | M. 81.260        | 55,8 × 45,7   |
|                                                                      | c. 1876 | Bouquet de fleurs avec jardinière                                                  | 377     | 481     | Öl auf Leinwand                         | Matsuoka Museum of Art, 1987                                   | Tokio-Matinato            | 1565             | 82 × 65       |
|                                                                      | 1876    | Bouquet de lilas                                                                   | 378     | 482     | Öl auf Leinwand                         | Privatsammlung (1974)                                          |                           |                  | 71 × 58,5     |
|                                                                      | c. 1876 | Claire de lune                                                                     | 379     | 483     | Öl auf Leinwand                         | Verkauf bei Palais Galliera, Paris (1962)                      |                           |                  | 45 × 35       |
| Terre labourée en hiver, avec un homme portant un fagot              | 1877    | Terre labourée en hiver, avec un homme portant un fagot                            | 381     | 484     | Öl auf Leinwand                         | The Art Institute of Chicago, 1986                             | Chicago                   | 1986.172         | 38 × 45,5     |
|                                                                      | 1877    | Verger à Saint-Ouen-l’Aumône en hiver                                              | 382     | 485     | Öl auf Leinwand                         | Verkauf bei Christie’s, New York, 2001                         |                           |                  | 47 × 56       |
| Le Fond-de-l’Hermitage, Pontoise                                     | 1877    | Le Fond-de-l’Hermitage, Pontoise                                                   | 385     | 486     | Öl auf Leinwand                         | Yamagata Museum of Art, 2000                                   | Yamagata                  |                  | 64,8 × 54     |
|                                                                      | 1877    | Paysage d’Hiver, environs de Pontoise                                              | 386     | 487     | Öl auf Leinwand                         | Privatsammlung                                                 |                           |                  | 48 × 35       |
| La Côte des Bœufs, Pontoise                                          | 1877    | La Côte des Bœufs, Pontoise                                                        | 380     | 488     | Öl auf Leinwand                         | The National Gallery                                           | London                    | NG 4197          | 114,9 × 87,6  |
|                                                                      | 1877    | Les Toits rouges, côte Saint-Denis à Pontoise, effet l’Hiver                       | 384     | 489     | Öl auf Leinwand                         | Musée d’Orsay, 1986                                            | Paris                     | R.F. 2735        | 54,5 × 65,6   |
|                                                                      | 1877    | L’Hermitage vu depuis la côte Saint-Denis à Pontoise                               | 395     | 490     | Öl auf Leinwand                         | Marlborough Fine Art, London                                   |                           |                  | 66 × 54       |
|                                                                      | 1877    | Vue prise de la côte des Gratte-Coqs, Pontoise                                     | 388     | 491     | Öl auf Leinwand                         | Louvre, 1977                                                   | Paris                     | R.F. 1961-67     | 46 × 55       |
|                                                                      | 1877    | Poiriers en fleur, verger à Pontoise, soir                                         | 389     | 492     | Öl auf Leinwand                         | Privatsammlung, USA (1974)                                     |                           |                  | 61 × 72       |
|                                                                      | 1877    | Le Jardin de Maubuisson, Pontoise, poiriers en fleur                               | 383     | 493     | Öl auf Leinwand                         | Los Angeles County Museum of Art (1992)                        | Los Angeles               |                  | 65 × 81       |
|                                                                      | 1877    | Le Jardin de Maubuisson, Pontoise, printemps                                       | 387     | 494     | Öl auf Leinwand                         | Musée d’Orsay, 1986                                            | Paris                     | R.F. 2733        | 65 × 81       |
| L’Arc-en-ciel, Pontoise                                              | 1877    | L’Arc-en-ciel, Pontoise                                                            | 409     | 495     | Öl auf Leinwand                         | Krölle-Müller Museum, 1935                                     | Otterlo                   | 615-19           | 52,7 × 81,8   |
|                                                                      | c. 1877 | Le Coup de vent, Auvers-sur-Oise                                                   | 408     | 496     | Öl auf Leinwand                         | Verkauf bei Christie’s, New York, 1996                         |                           |                  | 38 × 46       |
|                                                                      | 1877    | Les Poules, basse-cour à la maison rouge, Pontoise                                 | 431     | 497     | Öl auf Leinwand                         | Privatsammlung, USA (1968)                                     |                           |                  | 33 × 41       |
|                                                                      | c. 1877 | Basse-cour à la maison rouge, Pontoise                                             | 430     | 498     | Öl auf Leinwand                         | Verkauf bei Christie’s, London, 1971                           |                           |                  | 22 × 27       |
|                                                                      | 1877    | Poules et coq, la maison rouge, Pontoise                                           | 429     | 499     | Öl auf Leinwand                         | Stern Pissarro Gallery, London (2004)                          |                           |                  | 27,2 × 40,7   |
|                                                                      | 1877    | Basse-cour avec poules et canards, la maison rouge, Pontoise (Verso Nr. 433)       | 427     | 500     | Öl auf Leinwand                         | Privatsammlung                                                 |                           |                  | 38 × 46       |
|                                                                      | 1877    | Basse-cour avec poules et canards, la maison rouge, Pontoise                       | *       | 501     | Öl auf Leinwand                         | Privatsammlung, Schweiz                                        |                           |                  | 27 × 35       |
| Jardin de l’Hermitage, la maison rouge, Pontoise                     | 1877    | Jardin de l’Hermitage, la maison rouge, Pontoise                                   | 390     | 502     | Öl auf Leinwand                         | Privatsammlung (1996)                                          |                           |                  | 54,6 × 65,4   |
| Dans le jardin des Mathurins, Pontoise                               | 1877    | Dans le jardin des Mathurins, Pontoise                                             | 394     | 503     | Öl auf Leinwand                         | Privatsammlung                                                 |                           |                  | 165 × 125     |
| Un coin du jardin des Mathurins, Pontoise                            | 1877    | Un coin du jardin des Mathurins, Pontoise                                          | 396     | 504     | Öl auf Leinwand                         | Musée d’Orsay, 1986                                            | Paris                     | R.F. 1973-20     | 55 × 46       |
|                                                                      | 1877    | L’Enfant au tambour                                                                | 425     | 505     | Öl auf Leinwand                         | Privatsammlung, Zürich (1925)                                  |                           |                  | 55 × 46       |
| Julie Pissarro écossant des pois                                     | c. 1877 | Julie Pissarro écossant des pois                                                   | 422     | 506     | Öl auf Leinwand                         | Stiftung Langmatt Sidney und Jenny Brown, 1988                 | Baden AG                  | 169/GZ           | 55,5 × 46     |
|                                                                      | 1877    | Les Mathurins, Pontoise                                                            | 397     | 507     | Öl auf Leinwand                         | Verkauf bei Christie’s, New York, 2002                         |                           |                  | 73,2 × 59,4   |
|                                                                      | 1877    | Maison au Valhermeil, Auvers-sur-Oise                                              | 393     | 508     | Öl auf Leinwand                         | Privatsammlung                                                 |                           |                  | 54 × 65       |
|                                                                      | 1877    | La Rue de l’Hermitage, près Ennery, Pontoise                                       | 402     | 509     | Öl auf Leinwand                         | - unbekannt -                                                  |                           |                  | 38 × 55       |
|                                                                      | 1877    | Bord de l’Oise, Pontoise                                                           | 403     | 510     | Öl auf Leinwand                         | Williams College Museum of Art, 1976                           | Williamstown (Mass.)      | 77.8.7           | 38,5 × 55,6   |
|                                                                      | 1877    | Les Bords de l’Oise, route de Pontoise, Auvers-sur-Oise                            | *       | 511     | Öl auf Leinwand                         | Verkauf bei Christie’s, New York, 1999                         |                           |                  | 57 × 92       |
| Bords de l'Oise près de Pontoise                                     | 1877    | Bords de l’Oise, temps clair, Pontoise                                             | 398     | 512     | Öl auf Leinwand                         | Kunsthaus Zürich                                               | Zürich                    | 1984/13          | 38 × 55       |
|                                                                      | 1877    | Environs de Pontoise, bords de l’Oise                                              | 400     | 513     | Öl auf Leinwand                         | - unbekannt -                                                  |                           |                  | 22 × 28       |
|                                                                      | c. 1877 | Bords de l’Oise, environs de Pontoise, étude                                       | 401     | 514     | Öl auf Pappe                            | im 2. WK zerstört                                              |                           |                  | 11 × 14       |
| Bords de l’Oise, environs de Pontoise                                | 1877    | Bords de l’Oise, environs de Pontoise                                              | 399     | 515     | Öl auf Leinwand                         | Privatsammlung                                                 |                           |                  | 54 × 81       |
| Promenade au bord de l’Oise, Pontoise                                | 1877    | Promenade au bord de l’Oise, Pontoise                                              | 404     | 516     | Öl auf Leinwand                         | JPL Fine Arts, London – Yoshii Gallery                         |                           |                  | 21 × 27       |
|                                                                      | 1877    | Paysage, environs de Pontoise                                                      | 405     | 517     | Öl auf Leinwand                         | Galleria d’Arte Moderna, 1924                                  | Florenz                   | Com. 87          | 59 × 74       |
| L’Hermitage en été, Pontoise                                         | 1877    | L’Hermitage en été, Pontoise                                                       | 407     | 518     | Öl auf Leinwand                         | Privatsammlung                                                 |                           |                  | 56,8 × 91,4   |
|                                                                      | 1877    | Verger à l’Hermitage, Pontoise                                                     | 392     | 519     | Öl auf Leinwand                         | Musée des Beaux-Arts, 1986                                     | La Chaux-de-Fonds         | 1306.19          | 46 × 55       |
|                                                                      | 1877    | Chemin sous-bois, en été                                                           | 416     | 520     | Öl auf Leinwand                         | Musée d’Orsay, 1986                                            | Paris                     | R.F. 2731        | 81 × 65,5     |
|                                                                      | 1877    | Dans le bois de l’Hermitage                                                        | 420     | 521     | Öl auf Leinwand                         | H[enrik] Nordmark (1959)                                       |                           |                  | 55 × 46       |
|                                                                      | 1877    | Sous-bois à Pontoise                                                               | 418     | 522     | Öl auf Leinwand                         | - unbekannt -                                                  |                           |                  | 46 × 38       |
|                                                                      | 1877    | Les Seigles, côte des Gratte-Coqs, Pontoise                                        | 406     | 523     | Öl auf Leinwand                         | Shizuoka Prefectural Museum of Art                             | Shizuoka                  | O-35-500         | 60 × 73       |
|                                                                      | 1877    | La Vieille Route d’Ennery à Pontoise                                               | 415     | 524     | Öl auf Leinwand                         | National Gallery of Canada, 1997                               | Ottawa                    | 39057            | 92 × 150,5    |
|                                                                      | 1877    | La Batterie à Montfoucault                                                         | 413     | 525     | Öl auf Leinwand                         | Verkauf bei Sotheby’s, London, 1993                            |                           |                  | 54 × 65       |
|                                                                      | 1877    | Paysage à Pontoise, soleil couchant                                                | 412     | 526     | Öl auf Leinwand                         | Privatsammlung, USA                                            |                           |                  | 53 × 70       |
|                                                                      | 1877    | Paysage avec homme piochant                                                        | 417     | 527     | Öl auf Leinwand                         | Stern Pissarro Gallery, London                                 |                           |                  | 65,1 × 54,7   |
| La Rue de l’Hermitage, près Ennery, Pontoise                         | 1877    | La Rue de l’Hermitage, près Ennery, Pontoise                                       | 411     | 528     | Öl auf Leinwand                         | Musée d’Orsay, 1986                                            | Paris                     | R.F. 1951-11     | 46,5 × 55     |
|                                                                      | 1877    | La Côte du Valhermeil, Auvers-sur-Oise                                             | 410     | 529     | Öl auf Leinwand                         | Dr. Charles B. Key                                             |                           |                  | 38,5 × 56     |
|                                                                      | c. 1877 | Paysanne avec un âne, Pontoise                                                     | 414     | 530     | Öl auf Leinwand                         | Privatsammlung                                                 |                           |                  | 46 × 55       |
|                                                                      | 1877    | Roses dans un verre                                                                | 428     | 531     | Öl auf Leinwand                         | Verkauf bei Sotheby’s, New York, 1985                          |                           |                  | 40 × 32       |
|                                                                      | c. 1877 | Portrait de Georges Pissarro                                                       |         | 532     | Öl auf Leinwand                         | Verkauf bei Drouot, Paris, 1992                                |                           |                  | 73,5 × 60     |
|                                                                      | 1877    | Femme cousant, Pontoise                                                            | 421     | 533     | Öl auf Leinwand                         | Verkauf bei Sotheby’s, London, 1982                            |                           |                  | 50,5 × 41     |
| Julie Pissarro cousant, la maison rouge, Pontoise                    | c. 1877 | Julie Pissarro cousant, la maison rouge, Pontoise                                  | 423     | 534     | Öl auf Leinwand                         | Ashmolean Museum of Art and Archaeology, 1952                  | Oxford                    | A 823            | 54 × 45       |
|                                                                      | 1877    | Le Vieux Chemin en automne, Pontoise                                               | 419     | 535     | Öl auf Leinwand                         | Reuben u. Edith Hecht Museum                                   | Haifa                     | P-195            | 73 × 59       |
|                                                                      | 1877    | Basse-cour à la maison rouge, Pontoise                                             | 426     | 536     | Öl auf Leinwand                         | Privatsammlung, Japan (1998)                                   |                           |                  | 50 × 65       |
|                                                                      | 1878    | Les Bords de l’Oise, Pontoise, pêcheur à la ligne                                  | 433     | 537     | Öl auf Leinwand                         | Verkauf bei Phillips, London, 1988                             |                           |                  | 54 × 65       |
|                                                                      | 1878    | Bords de l’Oise près Pontoise, hiver                                               | 434     | 538     | Öl auf Leinwand                         | Musée d’Orsay, 1986                                            |                           |                  | 54,5 × 65,5   |
| Rue de l’Hermitage et côte des Mathurins, Pontoise                   | 1878    | Rue de l’Hermitage et côte des Mathurins, Pontoise                                 | 436     | 539     | Öl auf Leinwand                         | Privatsammlung                                                 |                           |                  | 44 × 36       |
|                                                                      | c. 1878 | Paysage au Valhermeil, Auvers-sur-Oise                                             | 439     | 540     | Öl auf Leinwand                         | Verkauf bei Christie’s, London, 2005                           |                           |                  | 38 × 55       |
|                                                                      | 1878    | Verger à Pontoise, soleil couchant                                                 | 440     | 541     | Öl auf Leinwand                         | Wallraf-Richartz-Museum, 2001                                  | Köln                      | Dep. FC 712      | 46 × 55       |
| La Sente du Chou, Pontoise                                           | 1878    | La Sente du Chou, Pontoise                                                         | 452     | 542     | Öl auf Leinwand                         | Musée de la Chartreuse, 1931                                   | Douai                     | 2231             | 57 × 92       |
|                                                                      | 1878    | Vue sur la côte Lézard, Pontoise; [Le «Chou» près Pontoise] (Rekto Nr. 544)        | 446     | 543     | Öl auf Leinwand                         | Verkauf bei Christie’s, New York, 2003                         |                           |                  | 53,5 × 64,5   |
|                                                                      | c. 1878 | Bouquet de chrysanthèmes (Verso Nr. 543)                                           | **      | 544     | Öl auf Leinwand                         | Verkauf bei Christie’s, New York, 2003                         |                           |                  | 64,5 × 53,5   |
| Le Parc-aux-Charrettes, Pontoise                                     | 1878    | Le Parc-aux-Charrettes, Pontoise                                                   | 442     | 545     | Öl auf Leinwand                         | Verkauf bei Sotheby’s, London, 2005                            |                           |                  | 65,1 × 54     |
|                                                                      | c. 1878 | Maison à Pontoise                                                                  | 462     | 546     | Öl auf Leinwand                         | Verkauf bei Christie’s, New York, 2004                         |                           |                  | 56 × 46       |
|                                                                      | 1878    | L’Entrée de la maison Rondest, Pontoise                                            | 461     | 547     | Öl auf Leinwand                         | - unbekannt -                                                  |                           |                  | 27,5 × 22     |
|                                                                      | 1878    | La Lessive, Pontoise                                                               | 471     | 548     | Öl auf Leinwand                         | Verkauf an Privatsammlung (1988)                               |                           |                  | 54,5 × 46     |
|                                                                      | 1878    | Julie Pissarro épluchant des légumes                                               |         | 549     | Öl auf Leinwand                         | Privatsammlung                                                 |                           |                  | 46,5 × 54,5   |
|                                                                      | c. 1878 | Paysage à Pontoise                                                                 | 460     | 550     | Öl auf Holz                             | Verkauf im Palais des Congrès, Versailles, 1974                |                           |                  | 7,5 × 10      |
|                                                                      | 1878    | Le Pont de Pontoise                                                                | 443     | 551     | Öl auf Leinwand                         | Yamanga Museum of Art (1991)                                   | Yamagata                  |                  | 60,5 × 73     |
|                                                                      | 1878    | Bords de l’Oise à Auvers-sur-Oise                                                  | 445     | 552     | Öl auf Leinwand                         | Privatsammlung, Japan                                          |                           |                  | 54 × 65       |
| Un coin de l’Hermitage, Pontoise                                     | 1878    | Un coin de l’Hermitage, Pontoise                                                   | 447     | 553     | Öl auf Leinwand                         | Kunstmuseum (1912)                                             | Basel                     | 871              | 55 × 65       |
|                                                                      | 1878    | Jarding potager et verger, Pontoise                                                | 448     | 554     | Öl auf Leinwand                         | Harry and Rita White Foundation                                | West Palm Beach           |                  | 22,2 × 27,2   |
|                                                                      | 1878    | La Maison Rondest et son jardin à l’Hermitage, Pontoise                            | *       | 555     | Öl auf Leinwand                         | Privatsammlung, USA (1971)                                     |                           |                  | 52 × 65       |
| Bouquet de fleurs: pivoines et seringats                             | c. 1878 | Bouquet de fleurs: pivoines et seringats                                           | 467     | 556     | Öl auf Leinwand                         | Van Gogh Museum, 2000                                          | Amsterdam                 | s 502 S / 2000   | 81 × 64,5     |
|                                                                      | 1878    | Vue prise de la côte des Gratte-Coqs, Pontoise                                     | 450     | 557     | Öl auf Leinwand                         | Ibaraki Museum of Modern Art, 1989                             | Mito                      | 0-216            | 55 × 65       |
|                                                                      | 1878    | Dans le jardin potager                                                             | 451     | 558     | Öl auf Leinwand                         | Galleria d’Arte Moderna, 1924                                  | Florenz                   | Com. 132         | 47 × 56       |
| La Fête à l’Hermitage, Pontoise, les boutiques                       | c. 1878 | La Fête à l’Hermitage, Pontoise, les boutiques                                     | 449     | 559     | Öl auf Leinwand                         | Courtault Institute Galleries, 1978                            | London                    | P. 1978.PG.318   | 46,5 × 55,1   |
|                                                                      | 1878    | Pontoise                                                                           | 459     | 560     | Öl auf Leinwand                         | Privatsammlung, Japan (1992)                                   |                           |                  | 12,5 × 20,5   |
|                                                                      | 1878    | Vue depuis la côte des Gratte-Coqs, Pontoise                                       | 453     | 561     | Öl auf Leinwand                         | Sammlung Oskar Reinhart «Am Römerholz», 1937                   | Winterthur                | 138              | 39 × 56       |
| Palette de l’artiste avec charrette et paysans                       | c. 1878 | Palette de l’artiste avec charrette et paysans                                     | 454     | 562     | Öl auf Holz                             | Sterling and Francine Clark Art Institute, 1955                | Williamstown (Mass.)      | 1955.827         | 24,1 × 34,6   |
|                                                                      | c. 1878 | Palette avec paysan labourant                                                      |         | 563     | Öl auf Holz                             | Privatsammlung                                                 |                           |                  | 27 × 37       |
|                                                                      | 1878    | Lisière de bois                                                                    | 455     | 564     | Öl auf Leinwand                         | Privatsammlung                                                 |                           |                  | 63 × 83       |
|                                                                      | 1878    | Poulailler à la maison rouge, Pontoise (Rekto Nr. 566)                             | 432     | 565     | Öl auf Leinwand                         | Verkauf bei Sotheby’s, London, 1989                            |                           |                  | 32 × 41       |
|                                                                      | 1878    | Laveuses au bord de l’Oise (Verso Nr. 565)                                         | 456     | 566     | Öl auf Leinwand                         | Verkauf bei Sotheby’s, London, 1989                            |                           |                  | 32 × 41       |
|                                                                      | c. 1878 | Vue d’Ennery                                                                       | 457     | 567     | Öl auf Leinwand                         | Privatsammlung, Deutschland                                    |                           |                  | 22 × 28       |
|                                                                      | 1878    | Paysage à Auvers-sur-Oise                                                          | 491     | 568     | Öl auf Leinwand                         | Columbus Museum of Art, 1990                                   | Columbus (Ohio)           | 1991.001.052     | 53,9 × 65,1   |
| Paysans se croisant sur un chemin, Pontoise                          | c. 1878 | Paysans se croisant sur un chemin, Pontoise                                        | 465     | 569     | Öl auf Leinwand                         | Metropolitan Museum of Art, 1991                               | New York                  | 1991.277.2       | 74 × 60       |
|                                                                      | c. 1878 | La Côte Saint-Nicolas, Auvers-sur-Oise                                             | 458     | 570     | Öl auf Leinwand                         | Verkauf bei Christie’s, London, 1998                           |                           |                  | 65,1 × 54     |
|                                                                      | 1878    | Le Chemin, Pontoise                                                                | 463     | 571     | Öl auf Holz                             | - unbekannt -                                                  |                           |                  | 9 × 7         |
|                                                                      | c. 1878 | Paysage à Pontoise                                                                 | 464     | 572     | Öl auf Holz                             | - unbekannt -                                                  |                           |                  | 9 × 7         |
| Repos dans le bois (côte des Grouettes), Pontoise                    | 1878    | Repos dans le bois (côte des Grouettes), Pontoise                                  | 466     | 573     | Öl auf Leinwand                         | Hamburger Kunsthalle, 1925                                     | Hamburg                   | 1090             | 65 × 54       |
|                                                                      | 1878    | Paysans et meules de foin dans un champ                                            |         | 574     | Öl auf Leinwand                         | Privatsammlung, Vereinigtes Königreich                         |                           |                  | 54 × 65       |
|                                                                      | 1878    | Sous-bois en automne, Pontoise                                                     | 505     | 575     | Öl auf Leinwand                         | Verkauf bei Sotheby’s, London, 2001                            |                           |                  | 81 × 65,5     |
|                                                                      | 1878    | La Carrière à l’Hermitage, Pontoise                                                | 438     | 576     | Öl auf Leinwand                         | Sammlung Juan Antonio Pérez Simón, 1993                        | Mexiko                    |                  | 55,7 × 46     |
| Jardin potager au jardin de Maubuisson, Pontoise                     | 1878    | Jardin potager au jardin de Maubuisson, Pontoise                                   | 437     | 577     | Öl auf Leinwand                         | Artizon Museum, 1961                                           | Tokio                     | WP 20            | 55,2 × 45,9   |
|                                                                      | 1878    | La Sente de Pouilleux, Pontoise                                                    | 441     | 578     | Öl auf Leinwand                         | Privatsammlung, Genf (Schweiz) (1984)                          |                           |                  | 73 × 60       |
| Paysage avec de grands arbres                                        | 1878    | Paysage avec de grands arbres                                                      | 480     | 579     | Öl auf Leinwand                         | Ny Carlsberg Glyptotek, 1922                                   | Kopenhagen                | SMK 3574         | 73 × 54       |
|                                                                      | 1878    | Georges Pissarro dessinant                                                         | 470     | 580     | Öl auf Leinwand                         | Privatsammlung                                                 |                           |                  | 46 × 38       |
|                                                                      | 1878    | Julie allaitant Ludovic-Rudolphe                                                   | 468     | 581     | Öl auf Leinwand                         | - unbekannt -                                                  |                           |                  | 46 × 38       |
| Portrait d’Eugène Murer                                              | 1878    | Portrait d’Eugène Murer                                                            | 469     | 582     | Öl auf Leinwand                         | Museum of Fine Arts, 1952                                      | Springfield               | 52.01            | 64,4 × 54,3   |
|                                                                      | 1878    | Enfants jouant sur un canapé                                                       | *       | 583     | Öl auf Leinwand                         | - unbekannt -                                                  |                           |                  | 19,5 × 25     |
|                                                                      | c. 1878 | Portrait de Georges Pissarro                                                       | 528     | 584     | Öl auf Leinwand                         | Privatsammlung                                                 |                           |                  | 46 × 38       |
|                                                                      | 1879    | Brouillard à l’Hermitage, Pontoise                                                 | 476     | 585     | Öl auf Leinwand                         | Verkauf bei Christie’s, London, 2005                           |                           |                  | 46 × 55       |
| Bords de l’Oise, effet de neige                                      | 1879    | Bords de l’Oise, effet de neige                                                    | 477     | 586     | Öl auf Leinwand                         | Privatsammlung, Belgien                                        |                           |                  | 54 × 65       |
|                                                                      | 1879    | La Garenne, côte Saint-Denis à Pontoise, effet de neige                            | 478     | 587     | Öl auf Leinwand                         | The Art Institute of Chicago, 1964                             | Chicago                   | 1964.200         | 59,2 × 72,3   |
| La Crête du Chou, Pontoise                                           | 1879    | La Crête du Chou, Pontoise                                                         |         | 588     | Öl auf Leinwand                         | Privatsammlung, Deutschland (1980)                             |                           |                  | 46,5 × 55     |
|                                                                      | 1879    | La Lessive                                                                         | 472     | 589     | Öl auf Leinwand                         | - unbekannt -                                                  |                           |                  | 54 × 46       |
|                                                                      | 1879    | Femme lavant une casserole                                                         | 473     | 590     | Öl auf Leinwand                         | Privatsammlung (1982)                                          |                           |                  | 73 × 60       |
|                                                                      | 1879    | Julie et Ludovic-Rodolphe Pissarro dans les fleurs                                 | 483     | 591     | Öl auf Leinwand                         | Privatsammlung                                                 |                           |                  | 38 × 46       |
| Rue de l’Hermitage, Pontoise                                         | 1879    | Rue de l’Hermitage, Pontoise                                                       |         | 592     | Öl auf Leinwand                         | Verkauf bei Christie’s, New York, 1996                         |                           |                  | 37,8 × 46     |
|                                                                      | 1879    | La Route d’Auvers, Pontoise                                                        | 484     | 593     | Öl auf Leinwand                         | Ralph J. Stone, Santa Rosa, Kalif. (1971)                      |                           |                  | 38 × 46       |
|                                                                      | 1879    | Paysage à Pontoise, à travers champs                                               | 485     | 594     | Öl auf Leinwand                         | Privatsammlung (1999)                                          |                           |                  | 46 × 55       |
|                                                                      | 1879    | Vue prise sur la route d’Ennery                                                    | 488     | 595     | Öl auf Leinwand                         | Pola Museum of Art, 1984                                       | Kanagawa (Japan)          | P04-0001         | 54 × 65       |
|                                                                      | 1879    | Le Sentier, environs de Pontoise                                                   | 501     | 596     | Öl auf Leinwand                         | Charles Goldman, New York                                      |                           |                  | 55 × 46       |
| Sous-bois à l’Hermitage, Pontoise                                    | 1879    | Sous-bois à l’Hermitage, Pontoise                                                  | 489     | 597     | Öl auf Leinwand                         | The Cleveland Museum of Art, 1951                              | Cleveland                 | 51.356           | 125 × 163     |
| Jardins potagers à l’Hermitage, Pontoise                             | 1879    | Jardins potagers à l’Hermitage, Pontoise                                           | 486     | 598     | Öl auf Leinwand                         | Privatsammlung                                                 |                           |                  | 54 × 65       |
|                                                                      | 1879    | Soleil couchant, Pontoise                                                          | 490     | 599     | Öl auf Leinwand                         | Verkauf bei Sotheby’s, London, 1975                            |                           |                  | 54 × 65       |
|                                                                      | c. 1879 | Paysage à Pontoise                                                                 | 503     | 600     | Öl auf Leinwand                         | - unbekannt -                                                  |                           |                  | 41 × 33       |
|                                                                      | 1879    | Le Fond de Saint-Antoine, paysage à Pontoise                                       | 492     | 601     | Öl auf Leinwand                         | Bram Goldsmith, Los Angelas (1969)                             |                           |                  | 65 × 81       |
|                                                                      | 1879    | Le Chemin des Mathurins montant à travers champs, Pontoise                         | 493     | 602     | Öl auf Leinwand                         | Musée d’Orsay, 1986                                            | Paris                     | R.F. 2736        | 54 × 65       |
|                                                                      | 1879    | Maisons à l’Hermitage, Pontoise                                                    | 495     | 603     | Öl auf Leinwand                         | Privatsammlung                                                 |                           |                  | 22 × 27,5     |
|                                                                      | 1879    | Le Chemin de halage, environs de Pontoise                                          | 502     | 604     | Öl auf Leinwand                         | Verkauf bei Christie’s, New York, 2001                         |                           |                  | 55,5 × 46     |
|                                                                      | 1879    | Paysanne montée sur un âne, Auvers-sur-Oise                                        | 494     | 605     | Öl auf Leinwand                         | Privatsammlung (1961)                                          |                           |                  | 54,6 × 65,4   |
|                                                                      | c. 1879 | Paysage au Valhermeil, Auvers-sur-Oise                                             | 497     | 606     | Öl auf Leinwand                         | Privatsammlung (1985)                                          |                           |                  | 46 × 55       |
| Jardins potagers à l’Hermitage, Pontoise                             | 1879    | Jardins potagers à l’Hermitage, Pontoise                                           | 496     | 607     | Öl auf Leinwand                         | Musée d’Orsay, 1986                                            | Paris                     | R.F. 1937-48     | 55 × 65,5     |
|                                                                      | c. 1879 | La Brouette dans un verger, Le Valhermeil, Auvers-sur-Oise                         | 537     | 608     | Öl auf Leinwand                         | Musée d’Orsay, 1986                                            | Paris                     | R.F. 2734        | 54 × 65       |
|                                                                      | c. 1879 | Le Père Melon au repos                                                             | 498     | 609     | Öl auf Leinwand                         | Philadelphia Museum of Art, 1996                               | Philadelphia              |                  | 54 × 65       |
|                                                                      | 1879    | Le Père Melon sciant du bois                                                       | 499     | 610     | Öl auf Leinwand                         | Privatsammlung, London                                         |                           |                  | 89 × 116,2    |
| La Charrette de paille, Montfoucault                                 | 1879    | La Charrette de paille, Montfoucault                                               | 500     | 611     | Öl auf Leinwand                         | Kawamura Memorial Museum of Art, 1987                          | Sakura-Chiba              | IM016            | 46,3 × 55,3   |
|                                                                      | 1879    | Paysage à Pontoise avec un chasseur                                                | 487     | 612     | Öl auf Leinwand                         | The Fine Arts Museums of San Francisco, 1989                   | San Francisco             |                  | 54 × 65       |
|                                                                      | 1879    | Paysanne et chèvre devant une maison, environs de Pontoise                         | *       | 613     | Öl auf Leinwand                         | Muskegon Museum of Art, 1976                                   | Muskegon (Mich.)          | 76.18            | 58,3 × 70     |
| Vue de l’Hermitage à travers les arbres, Pontoise                    | 1879    | Vue de l’Hermitage à travers les arbres, Pontoise                                  | 444     | 614     | Öl auf Leinwand                         | Nelson-Atkins Museum of Art, 1984                              | Kansas City               | F84-90           | 46,5 × 56     |
|                                                                      | 1879    | Le Palais Royal, L’Hermitage, Pontoise                                             | 482     | 615     | Öl auf Leinwand                         | Paul Mellon, Upperville (Va.) (1959)                           |                           |                  | 54 × 66       |
| Rue de l’Hermitage, Pontoise, effet de neige                         | 1879    | Rue de l’Hermitage, Pontoise, effet de neige                                       | 479     | 616     | Öl auf Leinwand                         | Verkauf bei Sotheby’s, New York, 1993                          |                           |                  | 46,4 × 38,1   |
|                                                                      | 1879    | Le Boulevard des Fossés, effet de neige, Pontoise                                  | 481     | 617     | Öl auf Leinwand                         | Leicester City Museum                                          | Leicester                 | F122.1981        | 46,3 × 56,5   |
| Les boulevards extérieurs. Effet de neige.                           | 1879    | Les Boulevards extérieurs, effet de neige                                          | 475     | 618     | Öl auf Leinwand                         | Musée Marmottan Monet, 1957                                    | Paris                     | 4021             | 54 × 65       |
|                                                                      | c. 1879 | Le Boulevard de Rochechouart, temps de neige                                       | 435     | 619     | Öl auf Leinwand                         | Privatsammlung                                                 |                           |                  | 55 × 46       |
|                                                                      | 1880    | Portrait de paysanne                                                               | 547     | 620     | Öl auf Leinwand                         | National Gallery of Art, 1963                                  | Washington                | 1963.10.199      | 73 × 60,4     |
|                                                                      | 1880    | Soleil couchant au Valhermeil, Auvers-sur-Oise                                     | 508     | 621     | Öl auf Leinwand                         | Verkauf bei Christie’s, London, 1996                           |                           |                  | 54 × 64,8     |
|                                                                      | 1880    | Les Jardins du Valhermeil, Auvers-sur-Oise                                         | 507     | 622     | Öl auf Leinwand                         | Nationalgalerie Prag, 1923                                     | Prag                      | O 3198           | 54 × 65,5     |
|                                                                      | 1880    | La Côte du Valhermeil, Auvers-sur-Oise                                             | 510     | 623     | Öl auf Leinwand                         | Baltimore Museum of Art, 1950                                  | Baltimore                 | 1950.280         | 64,2 × 80     |
| Paysage au Valhermeil, Auvers-sur-Oise                               | 1880    | Paysage au Valhermeil, Auvers-sur-Oise                                             | 509     | 624     | Öl auf Leinwand                         | Musée d’Orsay, 1986                                            | Paris                     | R.F. 1937-51     | 54,5 × 65     |
|                                                                      | 1880    | Paysage à Auvers-sur-Oise                                                          | 526     | 625     | Öl auf Leinwand                         | Verkauf bei Christie’s, New York, 1993                         |                           |                  | 44 × 55       |
|                                                                      | 1880    | La Clairière à Pontoise                                                            | 520     | 626     | Öl auf Leinwand                         | Fujikawa Galleries (1988)                                      |                           |                  | 72,5 × 59,5   |
|                                                                      | 1880    | La Cueillette de pois                                                              | 519     | 627     | Öl auf Leinwand                         | Privatsammlung, London                                         |                           |                  | 60 × 73       |
| Cardeuse de laine                                                    | 1880    | Cardeuse de laine                                                                  | 525     | 628     | Öl auf Zement                           | Tate Gallery, 1997                                             | London                    | NO4709 / L721    | 55,9 × 46,4   |
|                                                                      | 1880    | Paysanne assise au bord d’un chemin                                                | 527     | 629     | Öl auf Leinwand                         | Privatsammlung                                                 |                           |                  | 73 × 60       |
|                                                                      | c. 1880 | Vachère                                                                            | 524     | 630     | Öl auf Holz                             | Privatsammlung (1955)                                          |                           |                  | 15 × 24       |
| Chaumières au Valhermeil, Auvers-sur-Oise                            | 1880    | Chaumières au Valhermeil, Auvers-sur-Oise                                          | 511     | 631     | Öl auf Leinwand                         | Privatsammlung (1990)                                          |                           |                  | 58,7 × 72,7   |
|                                                                      | 1880    | Rue des Roches au Valhermeil à Auvers-sur-Oise, chaumières et vache                | 512     | 632     | Öl auf Leinwand                         | John M. und Sally B. Thornton Trust, San Diego (Kalif.) (1991) |                           |                  | 59,7 × 73     |
|                                                                      | 1880    | Rue des Roches au Valhermeil, Auvers-sur-Oise                                      | 521     | 633     | Öl auf Leinwand                         | Privatsammlung (1957)                                          |                           |                  | 46 × 38       |
|                                                                      | 1880    | La Cour de la maison Rondest, Pontoise                                             | 522     | 634     | Öl auf Leinwand                         | Privatsammlung                                                 |                           |                  | unbek.        |
|                                                                      | 1880    | La Cour de la maison Rondest à Pontoise                                            | 523     | 635     | Öl auf Leinwand                         | Ōhara-Kunstmuseum, 1930                                        | Kurashiki                 | 1007             | 54,3 × 45     |
| La Récolte, Pontoise                                                 | 1880    | La Récolte, Pontoise                                                               | 517     | 636     | Öl auf Leinwand                         | Privatsammlung                                                 |                           |                  | 46 × 56       |
|                                                                      | c. 1880 | La Cueillette des pois                                                             | 518     | 637     | Öl auf Leinwand                         | - unbekannt -                                                  |                           |                  | 21 × 23       |
|                                                                      | 1880    | Paysannes dans les champs, Pontoise                                                | 515     | 638     | Öl auf Leinwand                         | Privatsammlung                                                 |                           |                  | 46,5 × 65     |
|                                                                      | 1880    | Le Valhermeil, Auvers-sur-Oise                                                     | 506     | 639     | Öl auf Leinwand                         | Privatsammlung (1984)                                          |                           |                  | 54 × 65       |
| La Mère Larchevêque                                                  | 1880    | La Mère Larchevêque                                                                | 513     | 640     | Öl auf Leinwand                         | Metropolitan Museum of Art, 1956                               | New York                  | 56.184.1         | 73 × 59,1     |

* Werk war Ludovic-Rodo Pissarro zur Zeit der Erstellung des Werkverzeichnisses (1939) bekannt, fand aber nicht darin Eingang.

** Von einer Bemalung der undatierten und unsignierten „Rückseite“ erwähnt Ludovic-Rodo Pissarro 1939 nichts.